# هالة البدري
هالة البدري (1954)، هي روائية وقاصة وناقدة مصرية. كانت رئيسة تحرير في مجلة الإذاعة والتلفزيون المصرية سابقا.وحتى صحفية

## النشأة
ولدت في القاهرة، مصر في عام 1954. حصلت على بكالوريوس تجارة، جامعة القاهرة، قسم إدارة الأعمال عام 1975، ثم على دبلوم صحافة، كلية الإعلام عام 1988.
نشرت كتابها الأول حكايات من الخالصة عن مؤسسة روز اليوسف ووزارة الإعلام العراقية 1976 عن تجربة انتقال الفلاحين المصريين لتملك أراضي قرية عراقية حيث كانت تعمل في ذلك الوقت مراسلة لمجلتيْ روز اليوسف وصباح الخير في العاصمة العراقية بغداد.

## السيرة
نشرت رواية مُنتهى في عام 1995، وهي قصة تجرى أحداثها في قرية خيالية على ضفاف دلتا النيل. أما رواية امراة..ما، فهي العمل الرابع لهالة البدري وقد حصلت على المركز الأول كأفضل رواية في معرض القاهرة الدولي للكتاب في عام 2001.
حصلت على جائزة الدولة للتفوق الأدبى عن مجمل أعمالها عام 2012
كرمت في العديد من الدول ودرست أعمالها في عدد من أهم الجامعات في العالم منها جامعة متشجن وجامعة شيكاجو والقاهرة وعين شمس. وكانت أعمالها محورا لعدد من الرسائل العلمية منها
دراسة مقارنة بعنوان الأنا النسوية بين امرأة ما ورواية آنا مالينا للكاتبة الألمانية انجبور باخمان للباحثة أميرة سعد من قسم اللغة الألمانية بكلية الآداب جامعة عين شمس
جماليات الرواية النسائية في مصر عبد الخالق قاسم خلف من كلية الآداب جامعة حلوان عام2005
الرؤية السياسية في الرواية النسائية في مصر من عام 75 إلى عام 2000 عبد الخالق قاسم خلف من جامعة سوهاج عام 2011

## أعمالها
- السباحة في قمقم على قاع المحيط، الطبعة الأولى، 1988م، دار الغد
- رقصة الشمس والغيم، 1989م، دار الغد
- أجنحة الحصان، 1992م، مختارات فصول من الهيئة المصرية العامة للكتاب
- منتهى، الهيئة المصرية العامة للكتاب، 1995م
  - Muntaha. ترجمتها نانسي روبيرتس، القاهرة، الجامعة الأمريكية في الصحافة المصرية، 2006م، ISBN 978-977-416-005-9 "Hala%20el%20Badry"&pg=PP1#v=onepage&q=&f=false صفحات مُختارة
- ليس الآن، رواية، 1998م، الهيئة المصرية العامة للكتاب،
- امرأة ما، دار الهلال، 2001م،
  - ترجمها فاروق عبد الوهاب، القاهرة، الجامعة الأمريكية في الصحافة المصرية، 2003. ISBN 978-977-416-028-8; لندن: كُتب عربية، 2008. ISBN 978-1-906697-07-5 "Hala%20el%20Badry"&pg=undefined#v=onepage&q=&f=false Selected pages
  - ترجمها لليونانية بيرسا كوموتسى
- قصر النملة، الهيئة المصرية العامة للكتاب، 2007م،
- غواية الحكي (الجزء الأول)، 2008م
- مطر على بغداد، 2010م، صادرة عن دار المدى والهيئة المصرية العامة للكتاب
- RAIN OVER BAGDAD A novel of Iraq ترجمها فاروق عبد الوهاب، القاهرة، الجامعة الأمريكية، 2014م
- أربعون رواية ورواية، كتاب في النقد صادر ضمن سلسلة كتاب اليوم عن دار أخبار اليوم، 2012م
- مدن السور، رواية، الدار المصرية اللبنانية، 2017م
- حكايات من الخالصة عن مؤسسة روز اليوسف ووزارة الاعلام العراقية، 1976م
- فلاح مصر في أرض العراق، إصدارات اتحاد الفلاحين العراقيين، 1980م
- المرأة العراقية، عن الاتحاد العام لنساء العراق، 1980م،